# Circuit (recht)
Circuit is de benaming voor een geografische onderverdeling in het juridische systeem van met name de Verenigde Staten. De naam komt oorspronkelijk uit het Engelse rechtssysteem uit de tijd dat recht werd gesproken door rondreizende rechters die een circuit maakten door het land.